# Ilhas Raja Ampat
As Ilhas Raja Ampat formam um arquipélago situado a noroeste da península da Cabeça de Pássaro, no noroeste da ilha da Nova Guiné.
Pertence administrativamente à província de Papua Sudoeste, da Indonésia. O arquipélago é formado por quatro ilhas principais: Misool, Salawati, Batanta e Waigeo, e mais de 1500 pequenos ilhéus e bancos de areia.
A sua área total (terrestre e marinha) é de aproximadamente 46 000 km², e nele fica o maior parque nacional marinho da Indonésia, na Baía de Cenderawasih. Tinham cerca de 50000 habitantes em 2017.